# Цедриньш, Петерис
Петерис Цедриньш (латыш. Pēteris Cedriņš; 2 ноября 1964, Чикаго — 8 августа 2022) — латвийский поэт и переводчик, писавший преимущественно на английском языке.
Родился в семье латышей-эмигрантов. Отец, Янис Цедриньш (1922—1976), защитил в Боннском университете диссертацию по философии экзистенциализма (нем. Gedanken über dem Tod in der Existenzphilosophie), затем перебрался в США, где работал заведующим библиотекой Американского общества зубных врачей. Мать, Ирена, урождённая Штейнмане (1928—2002) — журналист. Дядя по отцу — поэт Вилис Цедриньш (1914—1946).
Окончил Бард-колледж (1993) со специализацией «литературное творчество». С 1991 года жил в Латвии.
Преподавал в Латвийском университете, Даугавпилсском педагогическом университете, возглавлял отдел внешних связей Союза писателей Латвии, работал в Даугавпилсском культурном центре. В 2006—2008 гг. спичрайтер президента Латвии Валдиса Затлерса.
Составил каталог работ Марка Ротко. Перевёл на английский язык «Одическую песнь Риге» Базилиуса Плиния (XVI век), стихи Улдиса Берзиньша, Яниса Элсберга и др.
На русский язык стихи Цедриньша переводил Дмитрий Кузьмин.
Сестра, Инара Цедриня (род. 1952) — переводчик.